# 19 (tal)
19 (nitton (fil)) är det naturliga talet som följer 18 och som följs av 20.

## Inom matematiken
- 19 är ett udda tal.
- Det 8:e primtalet, det som kommer efter 17 och före 23
- 19 är ett defekt tal
- 19 är ett glatt tal
- Det är en primtalstvilling med 17
- 19 är ett nonadekagontal
- 19 är det fjärde centrerade triangeltalet
- 19 är ett centrerat hexagontal
- 19 är ett oktaedertal
- 19 är ett Keithtal

## Inom vetenskapen
- Kalium, atomnummer 19
- 19 Fortuna, en asteroid
- Messier 19, klotformig stjärnhop i Ormbäraren, Messiers katalog